# Appian Corporation
Appian Corporation ist ein US-amerikanisches Software-Unternehmen. Das Unternehmen verkauft eine Platform as a Service für Low-Code-Entwicklung, Geschäftsprozessmanagement, Robotic Process Automation und andere Unternehmensanwendungen.

## Geschichte
Appian wurde 1999 von Michael Beckley, Robert Kramer, Marc Wilson und Matthew Calkins gegründet, der als CEO fungiert. 2005 expandierte Appian in Finanzdienstleistungen und andere private Märkte. 2015 begann das Transportunternehmen Ryder damit, die Appian-Apps während des Kassiervorgangs und für die Wartungsaufzeichnungen von LKWs zu verwenden. 2016 begann die in der Schweiz ansässige Vontobel Bank, die Low-Code-Plattform von Appian zu verwenden. Bis 2017 nutzte Vontobel die Plattform in seinen europäischen und nordamerikanischen Niederlassungen. Es unterstützte die Vermögensverwaltung sowie das Privat- und Investmentbanking des Unternehmens. Seit 2017 ist Appian ein börsennotiertes Unternehmen. Im Mai 2019 veröffentlichte es Funktionen für künstliche Intelligenz auf seiner Plattform. 2022 integrierte Appian Process Mining, Workflow und Automatisierung vollständig in seiner Lösung der Low-Code-Plattform.

### Akquisitionen
Am 7. Januar 2020 übernahm das Unternehmen Novayre Solutions SL, den Entwickler der Jidoka-Plattform für Robotic Process Automation. Dies war Appians erste Akquisition.
Anfang August 2021 wurde Lana Labs, ein deutsches, auf Process-Mining spezialisiertes Softwareunternehmen, erworben.
Die Appian Software Germany GmbH mit Sitz in Frankfurt am Main ist die deutsche Tochtergesellschaft der Appian Corporation.

## Produkte

### Low-Code-Automatisierungsplattform
Appian stellt eine Low-Code-Automatisierungsplattform bereit.
Appian bietet somit eine Plattform an, auf der Applikationen schnell entwickelt und betrieben werden können.
Appian selbst entwickelt zu Marketingzwecken vorgefertigte Anwendungen, um damit Anwendungsfälle aufzuzeigen, die mit der Plattform umsetzbar sind. Beispielsweise können Unternehmen und Bildungseinrichtungen mit diesen Informationen über Personen sammeln und deren Rückkehr aus pandemiebedingter Abwesenheit koordinieren. Das Basisgeschäft basiert üblicherweise auf drei Komponenten – Lizenz(gebühren), Hostingangebote der Plattform und Umsetzung von Applikationen auf der Plattform. Appian hat für seine COVID-19 Lösungen darauf verzichtet.
Darüber hinaus gibt es Frameworks für Regierungsorganisationen zur Verwaltung von Akquisitionsprozessen, zum institutionellen Onboarding sowie zur Dokumentenverarbeitung.